# Херта Боте
Херта Боте (Макленбург, 3. јануар 1921 — Немачка, 16. март 2000) је била немачка чуварка концентрационог логора током Другог светског рата.
Била је затворена због ратних злочина након пораза Трећег рајха, а потом је превремено пуштена из затвора 22. децембра 1951. као чин попустљивости од стране британске владе.

## Живот
Херта Боте је рођена у Тетерову, Мекленбург-Шверин. Године 1938, у доби од седамнаест година, Ботее је помагала свом оцу у његовој малој дрвној радњи у Тетерову, затим је привремено радила у фабрици, затим као болничка сестра. Године 1939. Боте је била чланица Лиге немачких девојака.

### Стража у Равенсбруцк-Стутхофу
Септембра 1942. Боте је постала чувар логора СС-Ауфсехерин у нацистичком немачком концентрационом логору Равензбрикк за жене. Бивша медицинска сестра је похађала четворонедељни курс и послата је као надзорник у логор Штутхоф близу Данцига (данас Гдањск). Тамо је због бруталних премлаћивања затвореника постала позната као „Штутхофски садист“.
У јулу 1944. послала ју је Оберауфсехерин Герда Штајнхоф у потлогор Бромберг-Ост.
Дана 21. јануара 1945, 24-годишњу Боте је пратио марш смрти затвореница из централне Пољске до концентрационог логора Берген-Белсен у близини Целеа. Док је била на путу за Берген-Белзен, она и затвореници су привремено боравили у концентрационом логору Аушвиц, стигавши у Белзен између 20. и 26. фебруара 1945.

### Стража у Берген-Белзену
Једном у логору Боте је надгледала групу од шездесет затвореница. Логор је ослобођен 15. априла 1945.
За њу се каже да је била највиша жена ухапшена; била је висока 1,91 m. Боте се такође издвајале од других Ауфсехерина јер је, док је већина СС жена носила црне чизме, она је била у обичним цивилним ципелама. Савезнички војници су је приморали да положи лешеве мртвих заробљеника у масовне гробнице поред главног логора. Она се у једном интервјуу шездесетак година касније присећа да, док су носили лешеве, нису смели да носе рукавице и да се плашила да се зарази тифусом. Рекла је да су тела била толико трула да руке и ноге су се откинуле када су померене. Такође се присетила да су изнурела тела још увек била довољно тешка да јој изазову знатне болове у леђима. Боте је ухапшена и одведена у затвор у Целеу.
На суђењу Белзену окарактерисана је као „немилосрдни надзорник“ и осуђена на десет година затвора због употребе пиштоља на затвореницима. Боте је признала да је ударила затворенике рукама због кршења логора, попут крађе, али је тврдила да никада никога није тукла "штапом или мотком" и додала да никада није "никог убила".  Њена тврдња о невиности је сматрана упитном пошто је једна преживела из Берген-Белзена тврдила да је била сведок како је Боте на смрт пребила мађарску Јеврејку по имену Еву дрвеним блоком, док је други тинејџер изјавио да је видео како је убила два затвореника из разлога које није могао да разуме. Ипак, пуштена је превремено из затвора 22. децембра 1951. као чин снисходљивости британске владе.

### Каснији живот и смрт
Током интервјуа  који је снимљен 1999. који није емитован све до неколико година касније, Боте (који живи у Немачкој под именом Ланге) је постала дефанзивна када је упитана о њеној одлуци да буде чувар концентрационог логора. Она је одговорила:
"Јесам ли погрешила? Не. Грешка је била у томе што је то био концентрациони логор, али ја сам морао да идем у њега, иначе бих и сама била стављен у њега. То је била моја грешка." 
Боте је умрла у марту 2000. у 79. години.